# Avadj
Avadj (en persan : آوج / Âvaj, aussi romanisé Avej) est une ville de la préfecture de Buin Zahra (province de Qazvin) en Iran. Au recensement de 2006, sa population était de 3 695 habitants, pour 1 042 familles.
Avadj se situe à 210 km à l'ouest de Téhéran sur la route 37, à environ 20 km au sud de Abgarm, dans une région agricole. Proche de l'épicentre du séisme de 2002, Avadj a été sévèrement endommagée par les secousses ; près de la moitié de la ville a été rasée.